# Typ 01 LMAT
Die Typ 01 LMAT (japanisch (01式軽対戦車誘導弾) 01-shiki kei-tai-sensha yūdō-dan, auch ATM-5) ist eine japanische schultergestützte Panzerabwehrlenkwaffe. Die Entwicklung begann 1993 durch Kawasaki Heavy Industries und dauerte bis 2001. Während der Entwicklungsphase wurde sie als XATM-5 bezeichnet.

## Geschichte
Als ein Nachfolgesystem für die Sumitomo FT-84 gesucht wurde, beschloss das Agency Technical Research and Development Institute eine infrarotgelenkte Fire-and-Forget-Waffe analog zum Javelin Medium Antiarmor Weapon System zu entwickeln. 1993 wurde Kawasaki Heavy Industries mit der Entwicklung beauftragt, der erste Testschuss wurde 1996 vollzogen.

## Technik

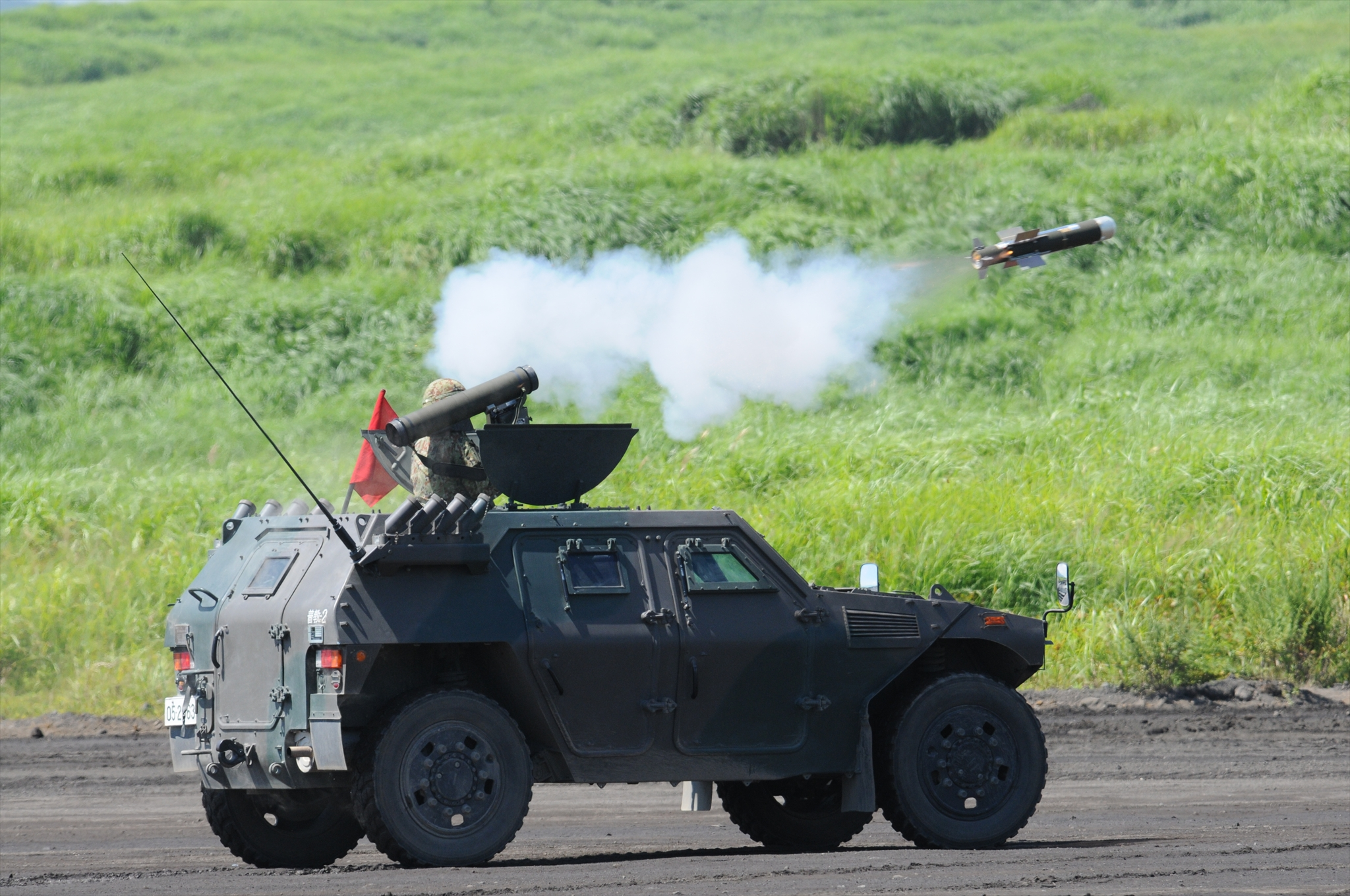
Start einer Typ 01 LMAT

Das System ähnelt in jeder Hinsicht der amerikanischen FGM-148 Javelin. Das Waffensystem besteht aus einem Gerät für die Beobachtung und Zielerfassung sowie der Abschussröhre, die den über einen Infrarotsucher gelenkten Flugkörper enthält. Die maximale Reichweite des Flugkörpers ist geheim, sein Gewicht gegenüber der Javelin nur unbedeutend geringer (400 Gramm), die Leistungsparameter werden deshalb ähnlich sein. Im Unterschied dazu verwendet die LMAT-Panzerabwehrwaffe einen ungekühlten IR-Sucher und die Starteinheit ist schwerer. Der Flugkörper startet ebenfalls im soft launch. Es kann auch hier zwischen einem direkten Angriff und einem Einschlag von oben („top attack“) gewählt werden. 